# 잔 조르조 트리시노
잔 조르조 트리시노(이탈리아어: Gian Giorgio Trissino, 1478년 7월 8일 ~ 1550년 12월 8일)는 이탈리아의 비첸차 출신으로 인본주의자이며 시인, 극작가, 문헌학자, 외교관으로 활약하였다. 이탈리아의 건축가 안드레아 팔라디오(Andrea Palladio)의 스승으로 팔라디오에게 인문학 교육을 시켜 그가 고전 건축의 이론가로 성장할 수 있게 도움을 주었다.